# Judy et Cie
Chansons représentant la Belgique au Concours Eurovision de la chanson
Gelukkig zijn
(1975) A Million in One, Two, Three
(1977)
Judy et Cie est une chanson interprétée par Pierre Rapsat pour représenter la Belgique au Concours Eurovision de la chanson 1976 se déroulant à La Haye.

## À l'Eurovision
La chanson est entièrement interprétée en français, l'une des langues nationales de la Belgique, le choix de la langue à l'Eurovision étant toutefois libre entre 1973 et 1976. L'orchestre est dirigé par Michel Bernholc.
Judy et Cie est la 6e chanson interprétée lors de la soirée, suivant Chansons pour ceux qui s'aiment de Jürgen Marcus pour le Luxembourg et précédant When (en) de Red Hurley (en) pour l'Irlande.
À la fin du vote, Judy et Cie obtient 68 points et se classe 8e sur les 18 chansons participantes,.

## Liste des titres
| A1. | Judy et Cie      | Eric Van Hulse | Pierre Rapsat | 2:47 |
| B1. | Djumbo l'averick | Eric Van Hulse | Pierre Rapsat | 3:52 |

## Classements

### Classements hebdomadaires
| Classement (1976)                       | Meilleure position |
| --------------------------------------- | ------------------ |
| Belgique (Flandre Ultratop 50 Singles)  | 22                 |
| Belgique (Wallonie Ultratop 50 Singles) | 7                  |

## Historique de sortie
| Pays      | Date | Format   | Label    |
| --------- | ---- | -------- | -------- |
| Belgique, | 1976 | 45 tours | Atlantic |
| Allemagne | 1976 | 45 tours | Atlantic |
| Finlande  | 1976 | 45 tours | Atlantic |
| France    | 1976 | 45 tours | Atlantic |
| Pays-Bas  | 1976 | 45 tours | Atlantic |
| Portugal  | 1976 | 45 tours | Atlantic |